# Arenetra autumnalis
Arenetra autumnalis là một loài tò vò trong họ Ichneumonidae.